# 小行星1534
小行星1534（1534 Nasi）是一颗围绕太阳公转的小行星。1939年1月20日，爾約·維薩拉在图尔库发现了此天体。
該小行星以芬蘭的奈西湖命名。
这颗小行星的绝对星等为42.86221367503894等。